# ひるブラ
『ひるブラ』は、NHK総合テレビジョンで2011年4月25日から2018年3月28日まで生放送されていた紀行バラエティ番組である。

## 概要
NHKでは総合テレビ正午のニュース後の番組として、月曜から木曜までは全国54放送局の共同制作参加による『生中継 ふるさと一番!』を生放送してきたが、テレビ完全デジタル化に伴う改編で2010年度をもって終了させた。その後継番組として位置づけられている。『ふるさと一番!』は原則としてすべて舞台地からの中継放送を原則とし、東京の放送センターから送る場合はそれまでの総集編に限っていた。しかしこの『ひるブラ』では、原則として東京放送センターをキーステーションとし、東京のスタジオ（ゲスト1名、コメンテーターとして出演。クロマキー合成で当初は円形だったが後に馬の蹄型に変更された）と現地（アナウンサーとゲスト1名）を結ぶ形式に変更された。準備段階として、前番組『ふるさと一番!』の演出方法が2011年2月7日放送分から一時的に変更されていた。また、前番組は原則1つの都道府県を1週間（4回）に渡って取り上げていたが、この番組ではスタジオパートが増えたこともあって、原則1つの都道府県を2日間ずつ（月曜・火曜と、水曜・木曜）で紹介する方式となった。終了時のクレジット「終 制作･著作NHK」は、開始当初、東京のスタジオにいるゲストがクロマキー合成画面の枠内に差し込む形でフリップを挿入していたが、現在はテロップ出しとなっている。その後マイナーチェンジして、テロップ出しと併用してクロマキー合成画面の枠内にカーテン状で「終」の文字が出てくるようになった（まれに「終」のカードが出る場合もある）。2011年11月28日放送分からリアルタイム字幕放送を開始した。またテーマ曲としてザ・タイマーズの「デイ・ドリーム・ビリーバー」を開始と終了時に流していた。 

### 開始の延期
当初は2011年3月28日開始予定だったが、3月11日に東日本大震災が発生したことにより、NHKはその後ほぼ1か月余りにわたり震災・福島第一原子力発電所事故を中心にする非常体制（特別報道体勢）が行われた。このため『正午のニュース』の枠が拡大（当初は終日放送の一環。3月19日以後段階的に短縮）され、予定していた『ふるさと一番!』の3月14日から24日までの放送分が休止・未消化となった。正午のニュースの拡大対応は原子力安全・保安院が福島県内の避難区域を区別する4月21日まで行い、『ふるさと一番!』は未消化分が放送されないまま3月10日放送で事実上「打ち切り」とした。『ひるブラ』についても当初は関東地方からの中継を中心にした。被災地である東北地方では4月25日以降も9月8日までの間震災関連ニュースに差し替えられ、隣接する北海道・関東・新潟の総合テレビが受信できる世帯、地デジ難視対策衛星放送でホワイトリストに指定されてサービスを受けることができる世帯およびNHKワールド・プレミアムのノンスクランブル放送を受信している場合を除いて本番組を視聴することができなかったが、マルチ編成となった9月12日より東北地方でも総合サブチャンネルで放送開始された。メインチャンネル・ワンセグ放送・アナログ放送終了が2012年3月31日に延期されていた被災3県の地上アナログテレビ放送では震災関連ニュースを2012年3月29日まで継続していた（金曜バラエティーも同様）。2012年3月30日をもってマルチ編成による震災関連ニュースの放送が終了し、年度明けの4月2日以降は東北地方でも全チャンネルで『ひるブラ』が放送されていた。

### 番組の終了、『旬感☆ゴトーチ!』へ
2018年3月28日の放送をもって本番組は終了となり、およそ7年の歴史に幕を下ろすこととなった。後継番組には、本番組をリニューアルする形として4月2日より『旬感☆ゴトーチ!』が放送開始される。これに先駆け、1月29日から1月31日までの3日間にわたり、本番組を休止してパイロット版が放送された。司会は本番組から引き続き高山哲哉（NHKアナウンサー）が務める。

## 放送媒体・時間

### 2012年4月から
2012年度は放送時間の変更はないものの月曜から水曜までの放送に縮小され、木曜放送分の後継番組には『サラメシ』の再放送（月1回（第1週または最終週）は『月刊やさい通信』の23分短縮版（再放送扱い））が組まれることになった。また、ローカル枠として、仙台放送局制作の番組である被災地からの声が東北ブロックで放送されている。
媒体
- NHK総合テレビジョン（日本国内）、NHKワールド・プレミアム（日本国外、ノンスクランブル対象。まれに本番組終了後国際放送独自で2分間放送される明日の番組案内スポットを含めて12:45までノンスクランブルとなる場合もある）

曜日
- 月曜から水曜まで

標準放送時間
- 平日の場合　12:20 - 12:43
- 祝日の場合　12:15 - 12:38

前座番組である正午ニュースの関係上、放送開始の遅れ・短縮、および休止の場合もある。ただし、予定通り放送しても、放送内容を変更する場合もある。

### 2011年4月から2012年3月まで
媒体
- NHK総合テレビジョン（日本国内）、NHKワールド・プレミアム（日本国外、ノンスクランブル対象）

曜日
- 月曜から木曜まで

標準放送時間
- 平日の場合　12:20 - 12:43
- 祝日の場合　12:15 - 12:38

## 出演者
『ひるブラ』では演出方法の変更に加え、キャストも変えられた。2011年4月から2012年3月までは、ゲストはキャスティングの都合がつかない場合を除き日替りに1人だけだったメインアナウンサーが2人体制となり、メイン担当の時ではゲストの性別と反対の性のアナウンサーが担当する（まれに同性同士の場合もある）。「定番」ゲストは特に設けていない。なお、原則として中継担当地管轄局のアナウンサーが進行する基本スタイルは変わっていない。
2012年4月からは、メイン担当アナウンサーが1人のみとなる。

### メイン担当アナウンサー
- 田代杏子（2011年4月25日〜2012年3月29日） - 男性ゲストのみ
- 伊藤雄彦（2011年4月25日〜2013年3月27日） - 当初は女性ゲストのみ。田代降板後は単独で担当。

2012年1月4日・5日放送分の小笠原諸島からの中継では両名が揃って担当した（伊藤は同年1月1日放送の特集番組『新春!日本の“お宝”大発掘!』で小笠原諸島からの中継も兼務）。
- 藤崎弘士（2013年4月1日〜2016年3月30日）[注 7]
- 高山哲哉（2016年4月3日〜2018年3月28日）

### 主なスタジオゲスト
公式HPおよびEPGでは「コメンテーター」と称しているが、原則として東京のスタジオ内での生放送扱い。
※は中継ゲストでの出演実績あり。
- 九代目 林家正蔵
- グッチ裕三
- モト冬樹※
- 峰竜太
- 柴田理恵
- 渡辺正行
- 高木美保
- 小林幸子
- 磯野貴理子
- 島崎和歌子
- 美川憲一
- 勝俣州和
- 六代目 三遊亭円楽
- 辰巳琢郎
- 渡辺徹※ - 前番組『生中継 ふるさと一番!』にも出演していた。
- 榊原郁恵※
- 藤井隆※
- 藤本美貴※
- 高橋ジョージ※
- 中尾彬
- 滝沢沙織
- 大沢あかね
- 内田恭子 - 元フジテレビアナウンサー
- 杉本彩
- 山本リンダ
- MEGUMI
- 西川史子
- 笑福亭笑瓶
- 石原良純
- 熊田曜子※
- 矢口真里
- 濱口優（よゐこ）
- 有野晋哉（よゐこ）
- 辺見えみり
- 三船美佳
- 松本伊代
- 寺脇康文、渡辺えり - 朝ドラ『おひさま』ロケ地（安曇野）の回のゲスト。寺脇は中継ゲスト（帯広競馬場から）でも出演している。
- 細川茂樹
- 大島麻衣※ - 元AKB48メンバー
- 小倉優子
- SHELLY - 2012年4月3日より裏番組である『ヒルナンデス!』（日本テレビ）の火曜レギュラーになった事で以降出演なし。
- 大久保佳代子（オアシズ）
- 澤部佑（ハライチ）

ほか